# Bulbul coronat de Finsch
El bulbul coronat de Finsch (Iole finschii; syn: Alophoixus finschii ) és una espècie d'ocell de la família dels picnonòtids (Pycnonotidae). Habita zones boscoses de Tailàndia peninsular, Malàsia, bé com a les illes de Sumatra i Borneo. El seu estat de conservació es considera gairebé amenaçat.
L'epítet específic finschii fa referència al administrador colonial alemany i ornitòleg Otto Finsch (1839-1917).
Rep en diverses llengües el nom de "bulbul de Finsch" (Anglès: Finsch's Bulbul. Francès: Bulbul de Finsch).